# 黒沢山
黒沢山（くろさわやま）は南アルプス深南部に位置する標高2123ｍの山。この山域でも有数の藪山として知られている。

## 登山ルート

### 奈良代林道ゲートより
一般的な登山道。山頂まで片道6.5㌔程度で累積標高差も1000mに満たないが、シャウゾ山以降は一部箇所でクマザサを掻き分けて進む必要があり、ルートの取り方で歩行時間に大きな差が出る。
なお奈良代林道ゲートまでは、7㌔程度に渡る狭隘かつ凸凹なダート林道を通過する必要があり、運転には十分な注意が必要。

### 白倉林道駐車ゲートより
ゲート2㌔先の黒沢橋より登るルートもあるが、そもそも黒沢橋は本来は通行禁止である。さらに橋の先も渡渉があり、急登かつ不明瞭で、そもそも登山道としての体をなしていない。

### その他
戸中山林道ゲートより矢筈山を経由して北上するルートや、北方の中ノ尾根山方面より黒山を経由して南下するルートがある。いずれも熟練者向け。

## 付近の山
- 黒法師岳(2067m)

- 丸盆岳(2066ｍ）

- 不動岳(2172ｍ）

- 中ノ尾根山(2296m)

- 池口岳（2392m)

- 光岳（2592m)

## ギャラリー

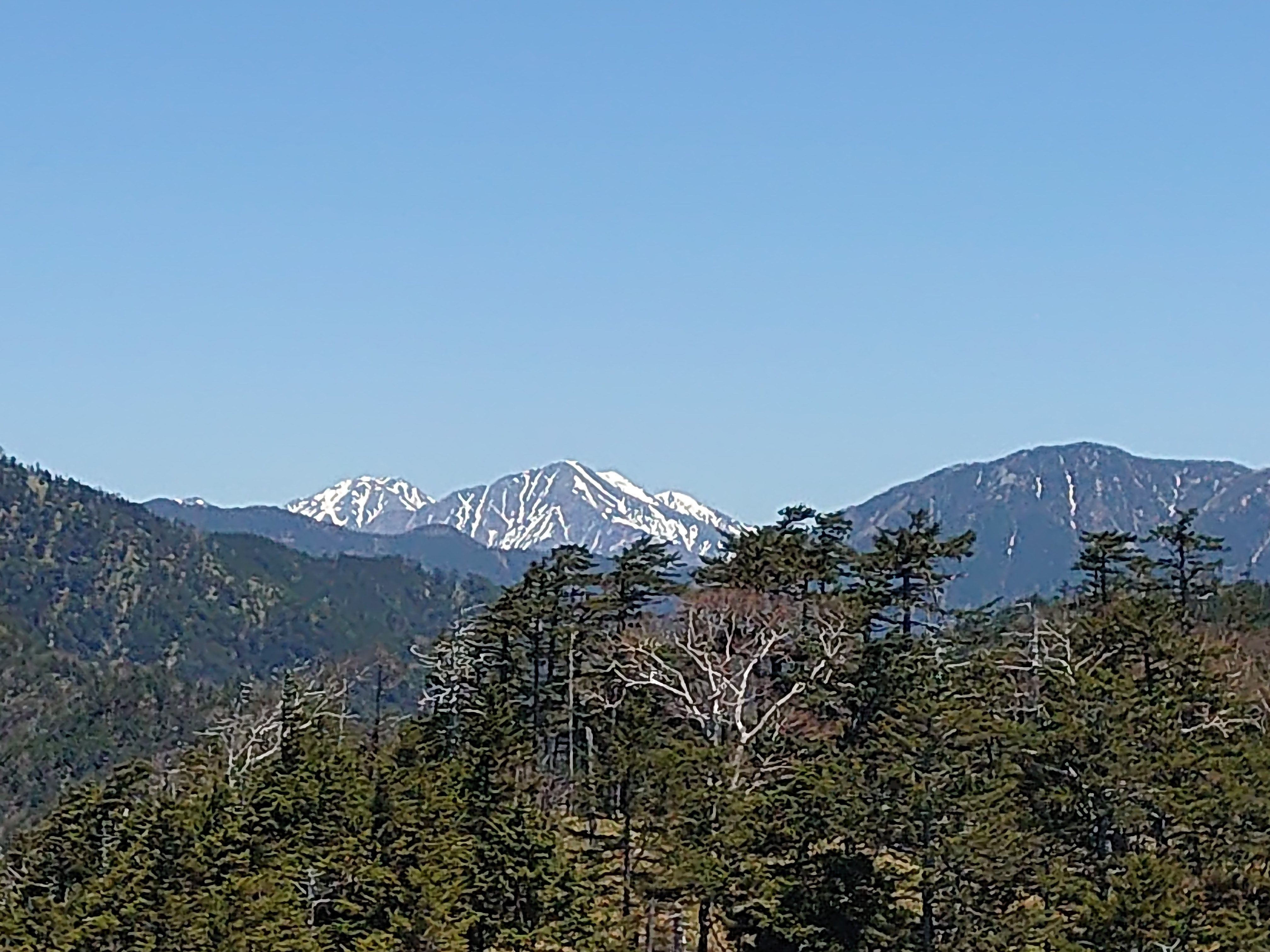
山頂北側から赤石岳、聖岳、光岳を望む
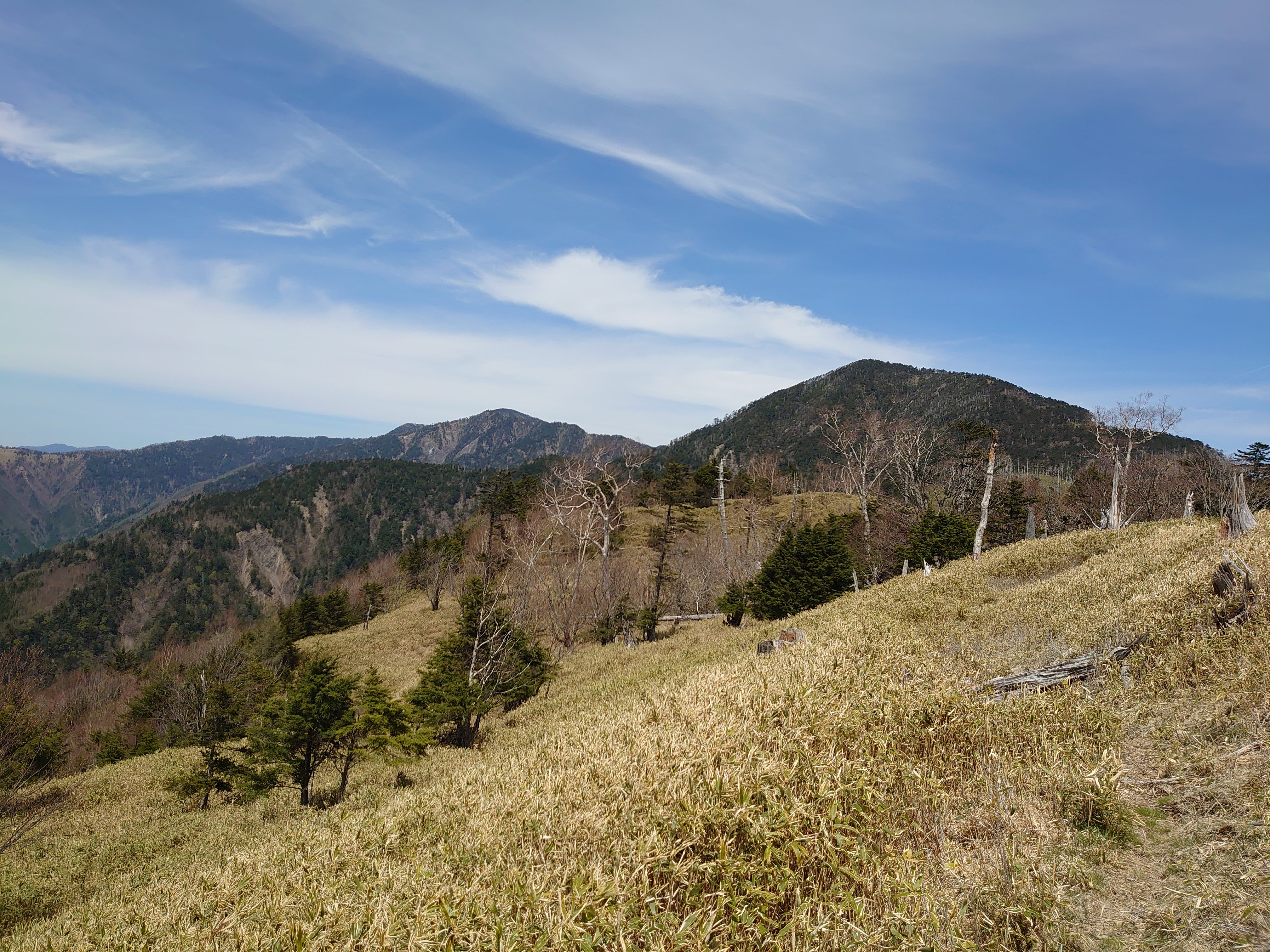
シャウゾ山東方から中ノ尾根山と黒沢山
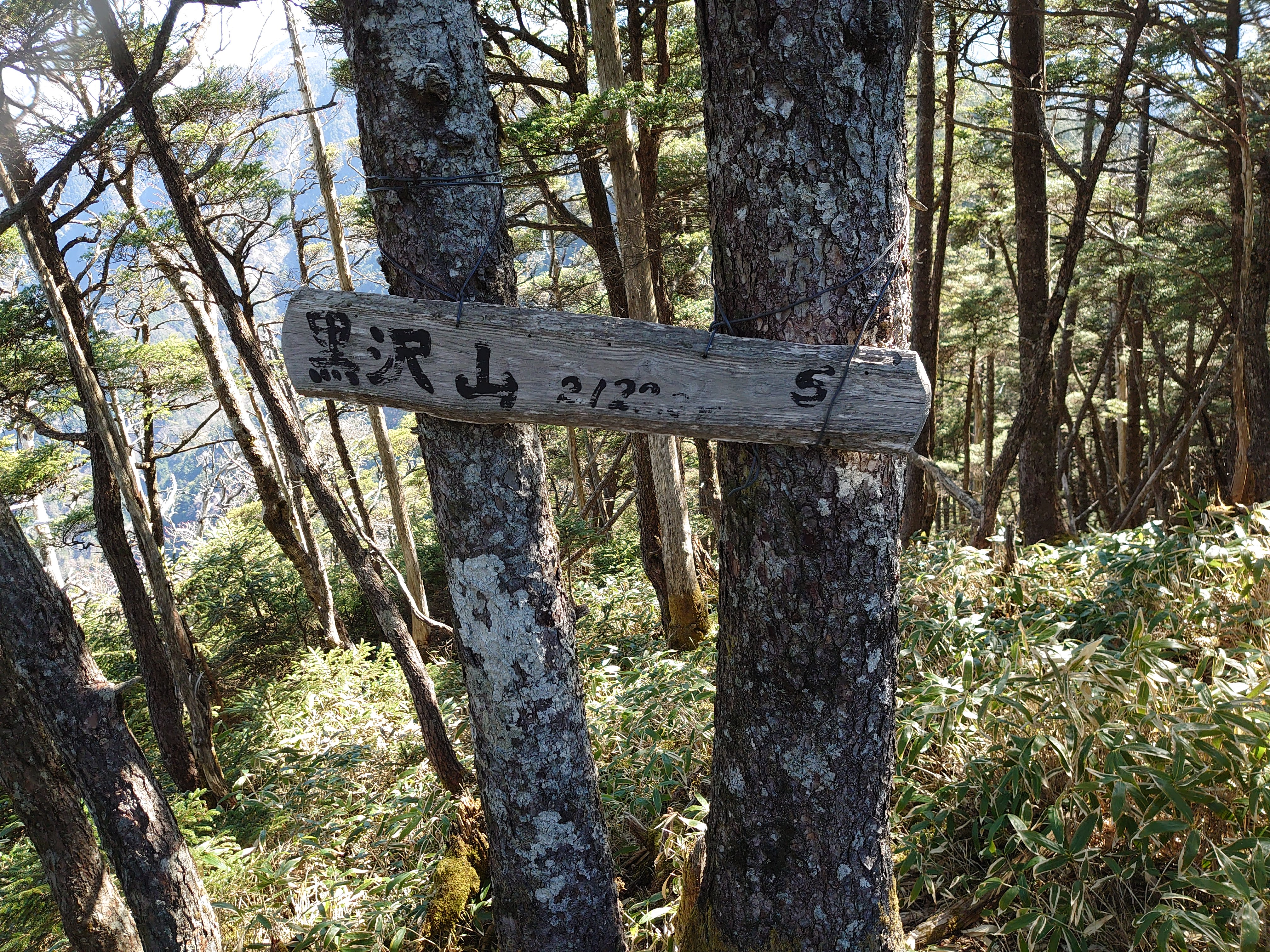
黒沢山山頂。展望はない。
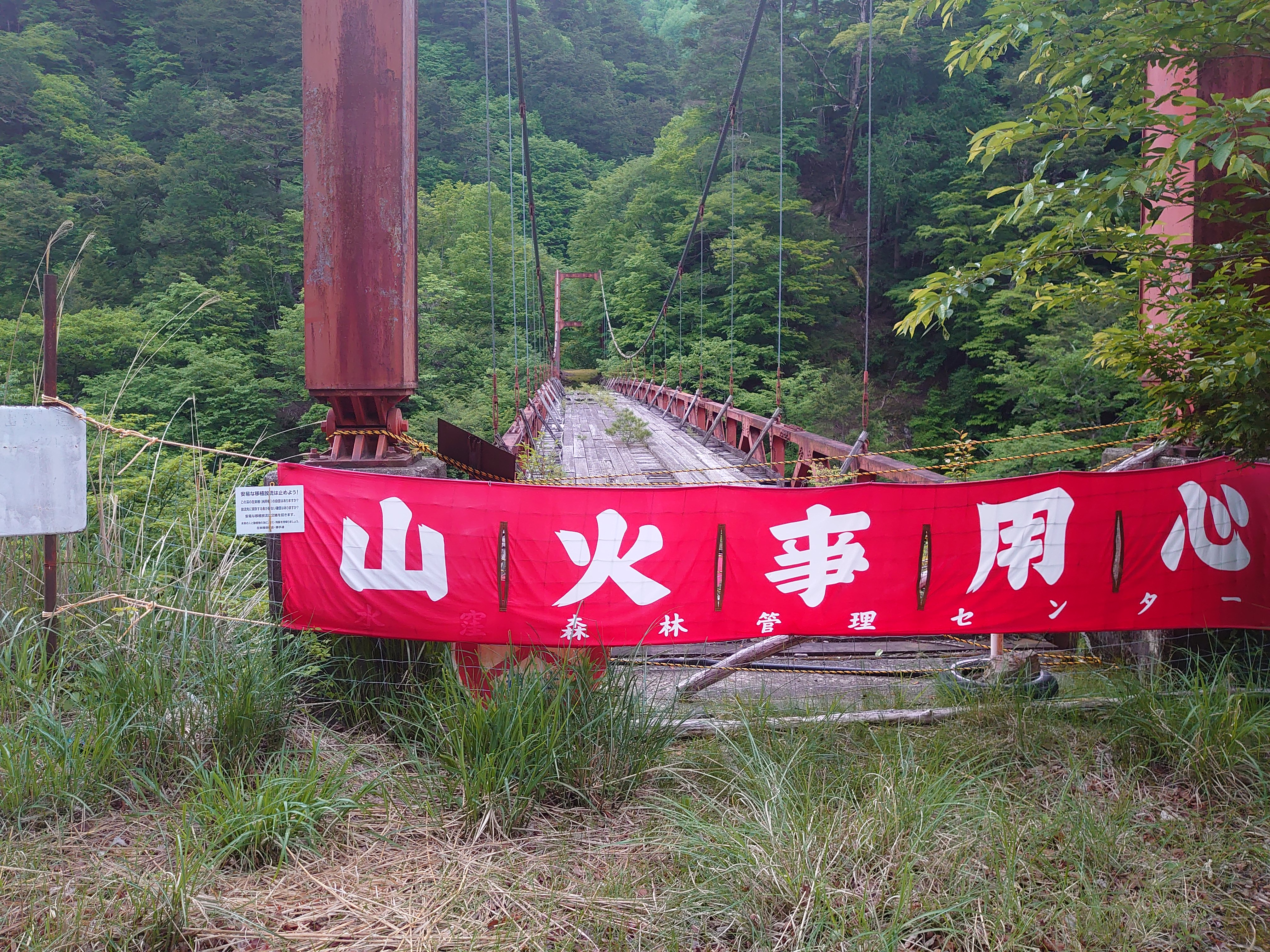
黒沢橋（2020年5月）